# Ljungstorp och Jägersbo
Ljungstorp och Jägersbo è un'area urbana della Svezia situata nel comune di Höör, contea di Scania.
La popolazione rilevata nel censimento 2010 era di 401 abitanti.